# 29991 Dazimmerman
A 29991 Dazimmerman (ideiglenes jelöléssel (29991) 2000 AC38) a Naprendszer kisbolygóövében található aszteroida. A LINEAR projekt keretében fedezték fel 2000. január 3-án.